# Michaelis Israelski
Michaelis Israelski (* 28. Februar 1874 in Topolno nahe Prust, Westpreußen; † unbekannt) war ein deutscher Kaufmann.
Israelski war Gründer und alleiniger Vorstand der Israelski & Robinson AG, Schuhwaren-Großhandel in Berlin. Sie gehörte zu den ersten Firmen dieser Art in Deutschland.
Zudem war er Vorstandsmitglied im Verein Deutscher Schuhwaren-Großhändler.